# Castello del Poggiarello di Stigliano

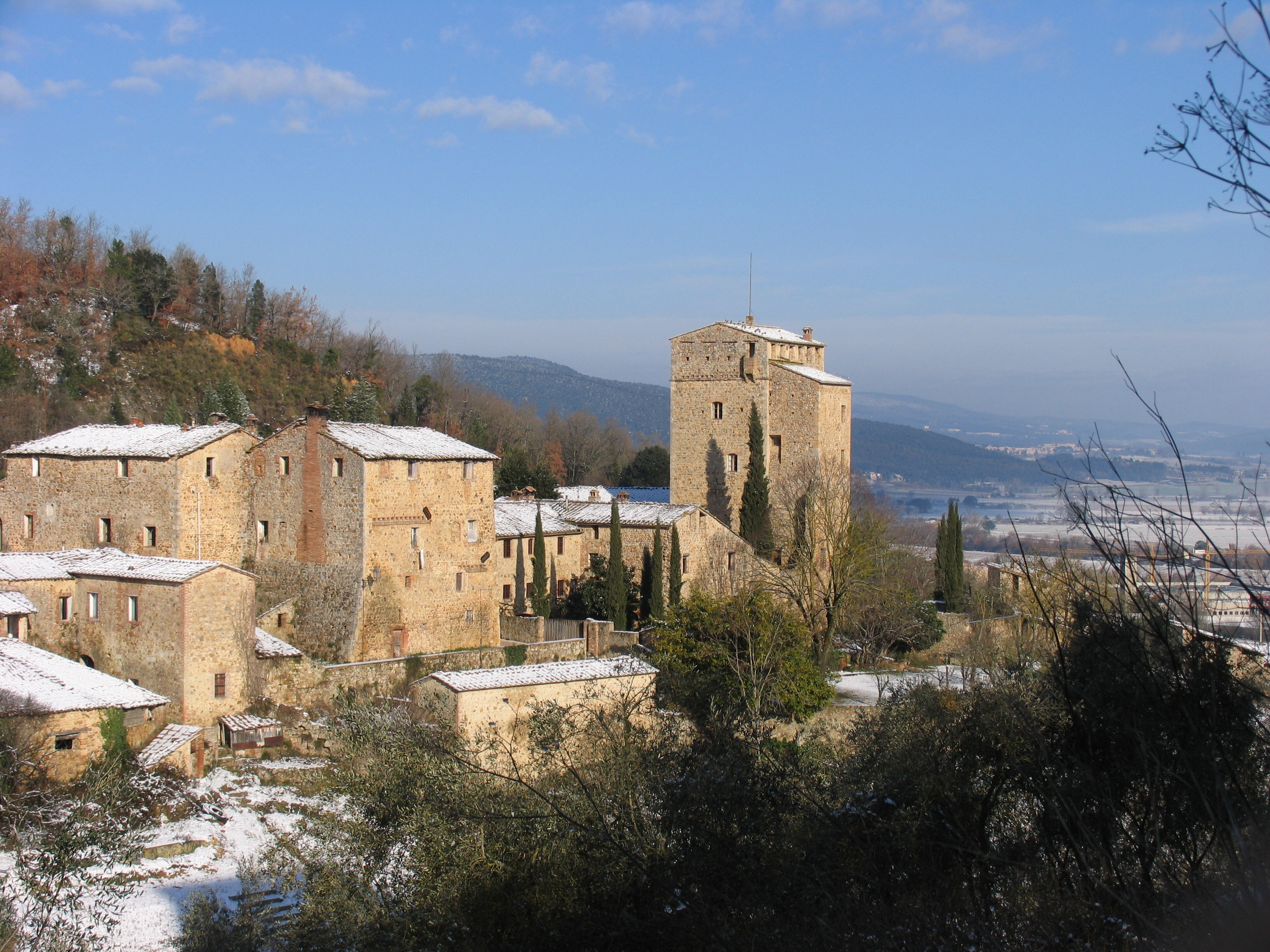

Il castello del Poggiarello di Stigliano è una fortificazione sviluppatasi tra il XII e il XV secolo, che sorge su di un'antica necropoli etrusca a Stigliano nel territorio del comune di Sovicille, in provincia di Siena.

## Storia
Nei dispositivi della resa della Contea Ardenghesca a Siena, conservati nel Caleffo Vecchio, datati 1202, si percepisce un ruolo speciale svolto da Stigliano, che forse ha fornito il casus belli perché Siena intervenisse, e imponesse alla consorteria feudale di sottomettersi. I proprietari del castello (assieme ai loro portonarios, i loro vassalli/soldati, ben distinti dagli eques, i soldati feudali, che pure sono presenti a Stigliano, ma situati altrove, presso la chiesa), sono i soli a venir esentati dal pagamento degli oneri, a cui invece tutti, nel lungo elenco degli altri abitanti della contea, sono tenuti, come atto di sottomissione. Negli estimi del 1320 ne viene svelata la ragione: il castello, sin dalle origini deve aver avuto una connotazione industriale, e vi vigeva una certa comunanza di interessi, tipica della civiltà comunale, che quindi ivi si era già affermata. Il Dominus che l'aveva fondato, o oramai i suoi eredi, erano già diventati di fatto mercanti, nascondendo l'ascendenza feudale.
Risultano infatti dagli estimi ammesse entro il perimetro del Poggiarello di Stigliano esclusivamente due classi, distinte ma strettamente collegate: un consistente numero di artigiani, ognuno provvisto di una casa di proprietà, una platea (uno spiazzo per lavorare), e di un orto al castellare, l'antico sito feudale poco distante, del tutto dato da coltivare a questa classe subalterna. L'altro gruppo, altrettanto numeroso, di proprietari, possiede nel castello una casa di pari valore, ma parecchi terreni, segno di una ricchezza risalente a generazioni indietro, e infine quote di tre possedimenti detenuti in società: un giacimento di ferro nei pressi, chiamato ferraia, una macchina ad energia idraulica, detta edificium (una fucina con un maglio), e una larga estensione di bosco che doveva servire ad alimentare di carbone la fucina. La produzione, che avveniva in consociazione tra artigiani e proprietari, era concentrata in ferri taglienti e cervelliere, quindi armi, fabbricate per un commercio condotto a così largo raggio che, per aver rifornito gli arabi, i mercanti senesi furono scomunicati.
Quindi il castello deve aver avuto la sua ragione difensiva iniziale nel proteggersi dalle minacce feudali. Le costose macchine idrauliche, la lavorazione dei prodotti in ferro, la stessa attività industriale significavano, grazie alla circolazione monetaria, la sollevazione dai vincoli feudali: ci si poteva, grazie al mercato, comprare la libertà, e i più grandi feudatari nelle Colline Metallifere minacciarono, e distrussero diversi castelli, per soffocare sul nascere la civiltà comunale, così rivoluzionaria per gli assetti precedenti.
Nei secoli il ruolo del Castello del Poggiarello di Stigliano, di concerto con le colline adiacenti del Palazzo e di Poggio, si è evoluto nel senso, se non di sbarrare uno degli accessi alla Val di Merse, quanto meno di rallentare il passo agli armati che invariabilmente miravano a danneggiare il sistema industriale a trazione idraulica (mulini e gualchiere, e soprattutto ferriere) di supporto ai traffici della classe mercantile senese, sempre più complesso e costoso, e concentrato lungo questa valle.
Allo scoppiare della crisi economica trecentesca, accompagnata dal rovinoso dilagare della peste nera nel 1348 nel contado, ha seguito un'epoca travagliata, intervallata da ben quattro incursioni, per mano dell'imperatore Enrico VII, delle milizie pisane di Ciupo Scolari, delle compagnie di ventura di John Beltoft (Gio' Belcotto) e di Luigi da Capua, spesso su istigazione fiorentina. Stigliano ne riemerse indebolito, esposto ad un intenso processo di rifeudalizzazione, che vide influenti famiglie cittadine, della fazione novesca, accaparrare i terreni: nel caso del Poggiarello, la famiglia Pecci. Sin da inizio trecento, com'è rilevabile dagli estimi, risulta coinvolta, accanto ai suoi traffici tradizionali incentrati sulla lana, anche nel ferro che proveniva da Stigliano. Il processo culmina con Tommaso di Nanni Pecci, mercante-banchiere, terzo più ricco contribuente senese, che dopo una concentrazione di varie proprietà familiari, nel 1471 compì un restauro del castello, tanto radicale da volerne lasciare testimonianza in una lapide, andata perduta. A questa nuova fase signorile dell'uso del castello si deve un ripensamento dei suoi spazi, e dei segni del prestigio, e delle difese.

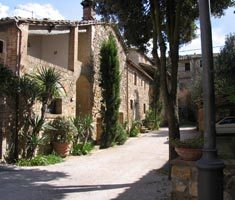

La Repubblica di Siena annotò il Castello del Poggiarello di Stigliano come Stigliano Pecci, nel 1476, nell'elenco di fortezze private di interesse strategico, proprietà di aderenti al partito novesco, la classe imprenditoriale senese, che si riferiva al tempo del Governo dei Nove. Un favore ben presto perduto, se pochi anni dopo, per un rivolgimento politico, la Balia ordinava ai due proprietari in esilio a Roma di pagare la guardia. L'accorta politica del Magnifico Pandolfo Petrucci, signore di Siena, tese sempre infatti a mantenere i suoi sodali in una posizione scomoda, ma anche al tempo della guerra di Siena si percepisce dalle cronache coeve come i Pecci dal Poggiarello manovrassero un esercito privato, che il 13 marzo 1553 contrattaccò gli imperiali. Un atteggiamento che rivela ambizioni egemoniche non sopite: i Pecci, pur appartenenti al partito novesco, tradizionalmente filoimperiale e più propenso a venire a patti con gli assedianti, furono incaricati della difesa del vicino castello di Castiglion Balzetti, che fu l'ultimo ad arrendersi, minacciato addirittura di esser bombardato e di far strage, se preso con la forza.
Alla fine della Guerra di Siena la fortezza, perso il rilievo militare, mantenne però quello di dimora signorile: Caterina Pecci, vedova di Lattanzio Piccolomini, ospitò lungamente il cognato Alessandro Piccolomini, importante umanista, che in questo castello scrisse molte delle sue opere. Dopo la peste del 1630, che ne decimò la popolazione, il castello venne frammentato, e progressivamente trasformato in poderi ad uso agricolo. Infine, nel XVIII secolo, in un periodo in cui i governanti lorenesi cercavano di rendere più efficiente l'agricoltura toscana, la fattoria Biringucci del Poggiarello di Stigliano, alla morte dell'ultimo della famiglia, Marcello Biringucci, costituì un ingente lascito alla Compagnia dei Disciplinati, che per creare l'Alunnato Biringucci, la suddivise tra le proprietà limitrofe delle fattorie Placidi e de' Vecchi. Ai giorni nostri è un bene riconosciuto di valore storico, e perciò tutelato dalla Soprintendenza ai Beni Architettonici della Toscana.